# Отель «Бертрам»
«Отель „Бертрам“» (англ. At Bertram's Hotel) — роман Агаты Кристи, опубликованный в 1965 году. Один из романов серии о мисс Марпл.

## Сюжет
Джейн Марпл отправляется в отпуск в Лондон. Она останавливается в отеле «Бертрам» на Понд Стрит. Отель «Бертрам» — уникальное явление: в нём поддерживается атмосфера «доброй старой Англии», что привлекает многих пожилых постояльцев. В то же время отель постоянно посещают богатые и известные личности, привлечённые всё той же атмосферой. Вот и сейчас здесь останавливается Бесс Седжвик, известная своим богатством и эксцентричным поведением.
Скотленд-Ярд расследует серию громких ограблений: явно одна и та же команда преступников совершает нападения на банки, кассы предприятий, почтовые и обычные поезда, перевозящие большие ценности, оставаясь не пойманной уже третий год. Старый и опытный инспектор Фрэд Дейви обращает внимание на показания свидетелей: они указывали на нахождение среди преступников или рядом с ними известных, хорошо узнаваемых людей, но проверки каждый раз показывали, что эти люди имеют неопровержимое алиби. Всех их объединяет то, что на момент преступления они останавливались в отеле «Бертрам». Инспектор отправляется в отель, чтобы попытаться найти там выход на преступников.
Тем временем в отеле происходит странная история с пожилым и очень рассеянным каноником Пеннифезером, который отправился из отеля в аэропорт, чтобы улететь в Швейцарию, и бесследно исчезает. Позже выясняется, что каноник перепутал дни, опоздал на свой самолёт и должен был вернуться в отель. Однако весь персонал утверждает, что в отеле он не появлялся. Его нет ни среди попавших в больницы, ни среди внезапно умерших, на объявление в газете о его пропаже никто не откликнулся. Когда инспектор Дейви обращается к мисс Марпл, та рассказывает, что видела каноника в отеле ночью после его отъезда. Его обнаруживают в неизвестной деревне, где он лечится после того, как его, вероятно, сбил автомобиль.
Мисс Марпл приходит к выводу, что «Бертрам» не может существовать как отель: расходы на него намного больше доходов, которые хозяева должны получать при существующих ценах. А это означает, что отель — ширма для какой-то скрытой деятельности, и немногие настоящие постояльцы используются для поддержания достоверности этой ширмы. К тем же выводам приходит инспектор, считающий, что «Бертрам» — это база разыскиваемой преступной группировки, а Бесс Седжвик — её организатор и автор большинства преступлений. Полиция ведёт активное следствие в отношении всех, связанных с отелем, и методично задерживает подозреваемых. История с каноником неожиданно находит объяснение. Становится ясно, что преступники часто использовали на месте преступления двойников известных людей, останавливавшихся в отеле, чтобы сбивать с толку полицию. Но рассеянный каноник нарушил их планы: из-за своего опоздания он вернулся в отель, когда никто не ожидал, и, зайдя в комнату, увидел там своего двойника. Преступникам пришлось оглушить каноника, вывезти поближе к месту преступления и сдать на руки «спасителям», которые убедили его, что он был сбит автомобилем. Именно двойника каноника видела той ночью мисс Марпл, и её наблюдения позволили полиции выявить широкий круг участников этой истории.
Тут события резко ускоряют ход: в несовершеннолетнюю Эльвиру Блейк кто-то стреляет, когда она возвращается вечером в отель. Вместо Эльвиры преступник случайно убивает Майкла Гормана, швейцара. Брошенный на месте преступления пистолет принадлежит Ладиславу Малиновскому — подельнику и любовнику Бесс Седжвик и одновременно возлюбленному Эльвиры Блейк, которой миссис Седжвик приходится матерью. Но когда инспектор высказывает свои предположения о виновности Малиновского, Бесс признаётся, что стреляла она: Горман был её первым мужем и намекнул однажды, что обнародование этого факта сильно повредит Бесс (так как сделает все её последующие браки незаконными). После признания Бесс Седжвик бежит от полиции и разбивается насмерть на автомобиле. И мисс Марпл, и инспектор понимают, что Бесс солгала: Гормана убила сама Эльвира, так как узнала их с матерью тайну и решила, что в случае обнародования брака потеряет наследство отца, а эти деньги — единственное, что могло заставить Малиновского жениться на ней. Но Эльвира не признаётся, а прямых доказательств против неё нет. Роман обрывается на этом месте, остаётся неизвестным, удалось ли полиции привлечь девушку к ответственности за убийство. Ясно лишь одно: отелю «Бертрам» пришёл конец.

## Персонажи
- Мисс Марпл — гость отеля

- Инспектор Фред Дэви — инспектор, ведущий следствие
- Эльвира Блейк — гость отеля
- Полковник Дерек Ласкомб — опекун Эльвиры.
- Бесс, леди Седжвик — мать Эльвиры
- Ладислав Малиновский — гонщик, любовник леди Седжвик
- Каноник Пеннифезер— гость отеля
- Майкл Горман — швейцар отеля, первый муж леди Седжвик
- Мистер Хамфрис — менеджер отеля
- Мисс Гориндж — помощник Мистера Хамфриса
- Роза Шелдон — горничная отеля
- Леди Селина Хейзи — гость отеля, подруга мисс Марпл

## Экранизации
Роман был экранизирован дважды:
В 1987 году телекомпанией BBC в рамках телесериала «Мисс Марпл», с Джоан Хиксон в главной роли;
В 2007 году телекомпанией ITV в рамках телесериала «Мисс Марпл Агаты Кристи» с Джеральдин Макьюэн в роли мисс Марпл.